# Ибн Баз
Абду́л-Ази́з ибн Абдулла́х А́ль Ба́з (араб. عبد العزيز بن عبد الله آل باز‎), известный как Ибн Ба́з (араб. ابن باز‎; 22 ноября 1912, Эр-Рияд — 13 мая 1999, Мекка, Саудовская Аравия) — саудовский исламский религиозный и государственный деятель, учёный-богослов, правовед и судья. Верховный муфтий Саудовской Аравии в 1993—1999 годах. Являлся одним из главных сторонников салафизма в стране.

## Биография
Родился 22 ноября 1912 года в Эр-Рияде (Саудовская Аравия). Был воспитан одной матерью, поскольку его отец умер, когда ему было 3 года. С 13 лет торговал одеждой на рынке. С детства интересовался исламом и, несмотря на жизнь в бедности, находил возможность изучать Коран и хадисы. Впоследствии за свои способности брался в ученики многими известными богословами страны, получив в конце 1930-х годов обширное образование в области исламского богословия, грамматики и права. В 1927 году перенёс серьёзную глазную болезнь, вследствие чего начал терять зрение; к 20-летнему возрасту полностью ослеп.
До занятия должности верховного муфтия работал кади (шариатским судьёй), преподавал шариатское право в ряде университетов страны, в 1970 году был назначен ректором университета, в 1975 году возглавил Постоянный комитет по фетвам. В 1981 году был награждён Международной премией короля Фейсала за заслуги перед исламом. В 1993 году был назначен верховным муфтием Саудовской Аравии, несмотря на то, что не был выходцем из семьи Аль Шейх.
Был похоронен в Мекке, на кладбище аль-Адль. После его смерти в газете The Independent был опубликован некролог, в котором Ибн Баз назывался «противником войны, либералов и прогресса».

## Взгляды
За свою жизнь написал более 60 книг, также активно выступал с лекциями и проповедями. Был известен своими крайне консервативными взглядами на ислам и общественное устройство: выступал за абсолютное верховенство монаршей семьи в Саудовской Аравии, считал недопустимым любое вооружённое сопротивление правящему режиму, отрицательно высказывался в отношении расширения прав женщин в мусульманском обществе. Также был известен своим категорическим неприятием предоставления саудовским правительством военных баз для США во время Войны в Персидском заливе.
Также он обвинил Саддама Хусейна в неверие и дал фетву в своих книгах об этом.
Довольно распространены слухи о том, что Ибн Баз якобы был сторонником взглядов о плоской Земле, хотя, как утверждает преподаватель университета имама Мухаммада ибн Сауд Асим аль-Карьюти, его взгляды были прямо противоположными, как и мнение других исламских богословов на этот счёт. Подтверждением этому являются труды Ибн База аль-Аршийя (араб. العرشية ‎) и Дур та’аруд аль-акль ва-н-накль (араб. درء تعارض العقل و النقل ‎). Когда его спросили о плоской Земле и приписываемом ему труде под названием Аль-Баз аль-мункид ’аля ман каля би-куравийят аль-ард (араб. الباز المنقض على من قال بكروية الأرض‎), в котором делается опровержение её шарообразности, Ибн Баз удивился этому и рассмеялся. Сам муфтий подтвердил, что считает Солнце вращающимся вокруг Земли, но не считает неверием (куфр) утверждение обратного. По его словам, неверием является утверждение о неподвижности Солнца, которое противоречит Корану. Также в России, в странах СНГ и во многих странах мира — запрещены все его книги.